# Зоопарк Куинса
Зоопарк Куинса (англ. Queens Zoo) — зоопарк, расположенный в районе Нью-Йорка Куинс, на бывшей территории Всемирной выставки 1964 года.

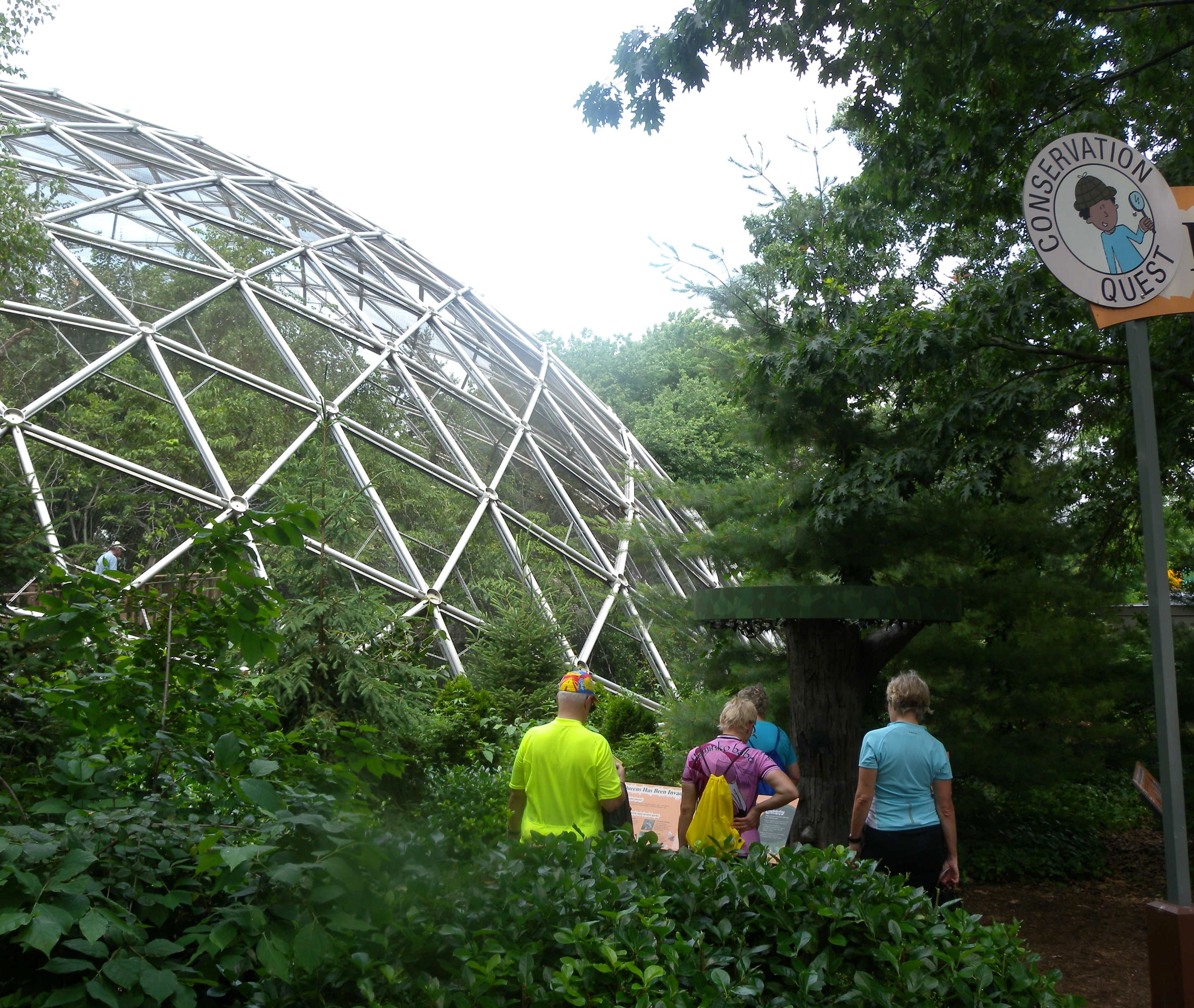
Вольер для птиц, построенный в виде геодезического купола как главный лекционный зал Всемирной выставки 1964 года

Зоопарк занимает 20 000 м2 и располагается в парке Флашинг Мидоуз-Корона. Зоопарк был создан на месте Всемирной выставки 1964 года, а помещение для птиц было спроектировано Бакминстером Фуллером и использовалось на выставке в 1964 году.
Зоопарком управляет Общество сохранения дикой природы в сотрудничестве с Департаментом парков и отдыха города Нью-Йорк.
В зоопарке представлены 75 видов животных с континента Америка: пантер, калифорнийских морских львов, койотов, сов, рыси, пуду, толстоклювых попугаев, аллигаторов, лосей Рузвельта, канадского журавля, лысого орла, различных экзотических птиц, а также различных домашних животных.